# Statue de Pouchkine à Rostov-sur-le-Don
La statue de Pouchkine est une statue monumentale de plein air située en Russie à Rostov-sur-le-Don au croisement de la rue Pouchkine et de la perspective Vorochilov. Elle a été érigée en 1959 et représente le poète Alexandre Pouchkine.
L'auteur du monument est le sculpteur Gavriil Schultz (ru) (ainsi que l'architecte M. A. Minkus). Les lampadaires ont été installés plus tard dans le style du XIXe siècle.
Le monument est inscrit à la liste du patrimoine régional. Tous les ans, le jour anniversaire du poète, des récitations publiques de ses poèmes sont organisées au pied de la statue.